# Cryptochironomus subovatus
Cryptochironomus subovatus är en tvåvingeart som först beskrevs av Freeman 1954.  Cryptochironomus subovatus ingår i släktet Cryptochironomus och familjen fjädermyggor. Inga underarter finns listade i Catalogue of Life.